# Alive (chanson de POD)
Pour les articles homonymes, voir Alive.
Singles de POD
School of Hard Knocks
(2000) Youth of the Nation
(2002)
Pistes de Satellite
Set It Off Boom
Alive est le premier single extrait du quatrième album studio de POD, Satellite. C'est sans doute la chanson la plus populaire du groupe et représente une sorte d'hymne à la vie. Le CD single Alive a d'abord été publié en 2001, puis à nouveau en 2002 avec une nouvelle pochette et d'autres pistes.
Avec le jeu de voix entre le chanteur et les secondes voix, "Alive" est considéré comme l'une des chansons les plus édifiantes du groupe.
La chanson est diffusée à la radio juste avant les attaques 11 septembre 2001 et a bénéficié du fait qu'elle offrait un message positif en des temps difficiles."Alive" est devenu l'un des clips les plus diffusés sur MTV et MTV2 en 2001 et est devenu un énorme hit pop. Le guitariste Marcos Curiel mentionne dans une interview donnée en 2008, la pertinence de la chanson :

« There’s just way too much negativity going on in our everyday lives. When you can hear something that’s going to uplift you like "Alive" or something that’s going to bring out knowledge like "Youth of the Nation", we’ve done our jobs as an artist. We’re trying to be relevant with the people. »

"Il y a trop de choses négatives qui arrivent dans notre vie quotidienne. Quand vous entendez quelque chose qui peut vous donner un sentiment d'élévation comme "Alive" ou quelque chose qui peut vous apporter de la connaissance comme "Youth of the Nation", nous avons fait notre travail en tant qu'artiste. Nous essayons d'être pertinents avec les gens."
Le chanteur, Sonny Sandoval, a dit :

« We didn't have a name for it, but we were calling it 'Beautiful'because it made us feel beautiful. And that drove the direction of the lyrical content, because we wanted people to go, 'Hey, this makes me feel good.' We recorded the chorus I don't know how many times, because it was like, "Let's take it up a notch. Let's take it higher. " »

"Nous n'avions pas de nom pour cette chanson, au départ nous voulions l'appeler Beautiful, car c'est le sentiment qu'elle nous faisait ressentir. Et cela a guidé le contenu de la chanson, parce que nous voulions que les gens se disent lorsqu'ils l'écoute, "Hey ! cela me fait du bien".Je ne sais pas combien de fois nous avons enregistré, parce qu'à chaque fois c'était, "Montons d'un cran. Prenons-le plus haut".

## Clip
Réalisé par Francis Lawrence avec les effets spéciaux de Pixel Envy, le clip "Alive" a été diffusé pour la première fois à la télévision le 20 août 2001. Le thème principal du clip est la collision d'une voiture par un bus à une intersection d'autoroute dans la vallée de San Fernando, durant l'été 2001. Lawrence avait eu cette idée des années auparavant, mais n'a pas réussi à la promouvoir auprès d'autres groupes. Pendant le tournage du clip, Lawrence a déclaré : "I'm so glad I didn't get those jobs, because this was so perfect." ("Je suis content de ne pas l'avoir réalisée avec d'autres groupes, parce que celle-là était parfaite").
Il a développé son idée au cours du tournage en se concentrant sur une journée libre de la vie d'un adolescent.
Lawrence a également modifié certaines scènes par rapport à son concept original : le garçon est montré sortant indemne de sa voiture détruite au lieu de ne pas apparaître du tout ; il embrasse sa petite amie dans un tunnel de train plutôt que de sous-entendre une scène de sexe dans une chambre comme Lawrence l'avait précédemment envisagé. Tous les effets spéciaux et le travail derrière "Alive" sont détaillés dans un article rétrospectif de MTV, publié courant août 2002,.
Bien qu'il n'en ait gagné aucun, "Alive" a été l'un des clips les plus nommés lors de la cérémonie de MTV Video Music Awards 
de 2002. Cependant, il a gagné deux autres récompenses en plus des cinq nominations au 'VMA'. Le clip a aussi atteint le top #2 dans le classement TVU's 50 Best Videos of All Time.

## Apparitions
"Alive" figure sur la bande originale de téléfilms tels que Wasted and How to Make a Monster. Il a également servi de musique pour la vidéo de la star WWE, The Rock.
La chanson a aussi été utilisée, au même titre que "Boom",  par ESPN et pour d'autres événements sportifs.
"Alive" est présent sur la compilation des albums tels que 100% Hits: The Very Best of 2002, Wired-up, et Triple M's New Stuff Vol. 3.
Le titre a également utilisé comme musique d'introduction pour Sports Rage.

## Prestations
Alors que le clip est la vidéo la plus demandée sur TRL en septembre 2001, plutôt que de simplement diffusé le clip, le groupe l'interprète en direct lors d'un concert, à Battery Park. Tout cela en dépit du  fait que le chanteur souffre alors d'un gros rhume.
Le groupe interprète la chanson dans l'émission The Tonight Show with Jay Leno le 5 octobre 2001. À l'origine, ils auraient dû l'interpréter un mois plus tôt mais cela a été reprogrammé à cause des Attentats du 11 septembre 2001.
En excluant les rappels du public en fin de concerts, "Alive" est généralement la dernière chanson jouée par POD en concert.

## Liste des pistes

### 1reversion
1. Alive (3:25)
2. Lie Down (Demo) (4:20)
3. Sabbath (Bonus track) (4:34)

### 2deversion
1. Alive (Album version) (3:25)
2. School of Hard Knocks (Non-LP) (3:23)
3. Lie Down (Demo-non-LP) (4:20)
4. Alive (Video)

## Classements hebdomadaires
| Classement (2001-2002)                    | Meilleure position |
| ----------------------------------------- | ------------------ |
| Allemagne (GfK Entertainment)             | 16                 |
| Australie (ARIA)                          | 18                 |
| Autriche (Ö3 Austria Top 40)              | 11                 |
| Belgique (Flandre Ultratop 50 Singles)    | 40                 |
| Danemark (Tracklisten)                    | 7                  |
| États-Unis (Alternative Songs)            | 2                  |
| États-Unis (Billboard Hot 100)            | 41                 |
| États-Unis (Mainstream Rock Tracks chart) | 4                  |
| Finlande (Suomen virallinen lista)        | 9                  |
| Irlande (IRMA)                            | 15                 |
| Norvège (VG-lista)                        | 14                 |
| Nouvelle-Zélande (RMNZ)                   | 42                 |
| Pays-Bas (Single Top 100)                 | 41                 |
| Royaume-Uni (UK Singles Chart)            | 19                 |
| Royaume-Uni (UK Rock Chart)               | 1                  |
| Suède (Sverigetopplistan)                 | 12                 |
| Suisse (Schweizer Hitparade)              | 51                 |

## Récompenses

### 2001 - San Diego Music Awards
- Chanson de l'année

### 2002 -Grammy Awards
- Meilleure performance Hard Rock(nommée)

### 2002 - MTV Video Music Awards
- Clip de l'année (nommé)
- Meilleur clip pour un groupe (nommé)
- Meilleur réalisateur pour un clip - Francis Lawrence (nommé)
- Meilleurs effets spéciaux dans un clip - Pixel Envy (nommé)
- Choix des téléspectateurs (nommé)

### 2002 - MVPA Awards
- Clip Rock de l'année